# Kamnaskires-Orodes III.

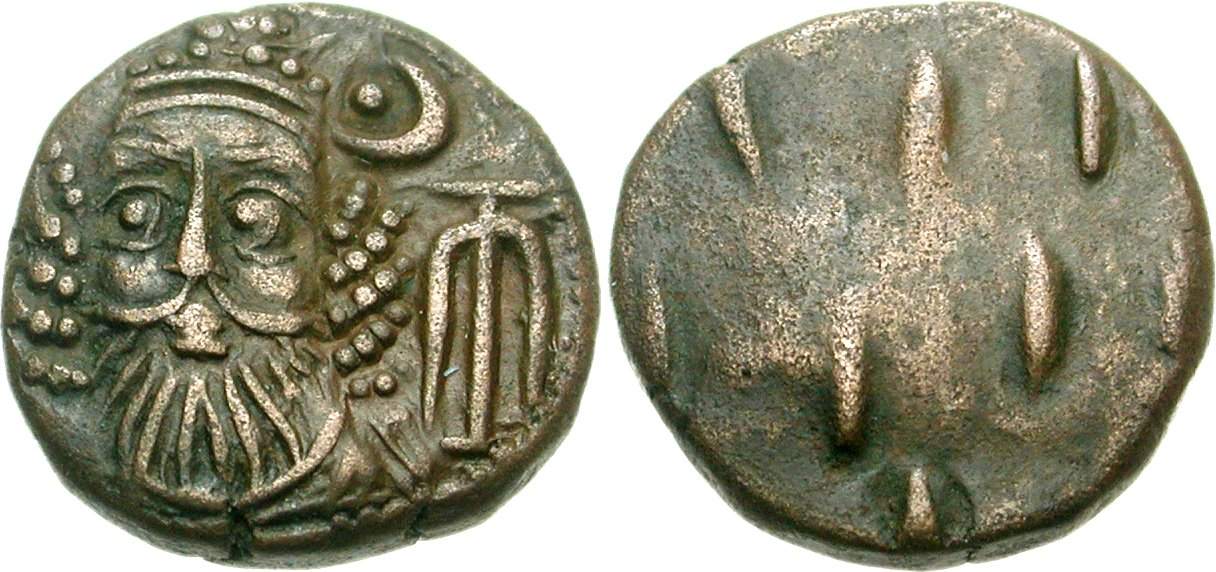
Münze des Kamnaskires-Orodes

Kamnaskires-Orodes III. (aramäisch: kbnhkyr wrwd) war ein Herrscher der Elymais, der nur von seinen zahlreichen Münzen bekannt ist. Seine Münzen tragen aramäische Legenden und bezeichnen ihn als König und Sohn des Königs Orodes, wahrscheinlich von Orodes I. Auf seinen Münzen wird der Herrscher in der Regel frontal dargestellt. Auf der Rückseite finden sich meist nur einzelne Striche. Die Münzen sind nicht datiert, werden aus stilistischen Erwägungen aber ins zweite Jahrhundert n. Chr. eingeordnet.